# فلوريان نايديرليشنير
فلوريان نايديرليشنير (بالألمانية: Florian Niederlechner)‏ (24 أكتوبر 1990 بإبرسبرغ في ألمانيا - ) هو لاعب كرة قدم ألماني في مركز الهجوم. لعب مع ماينتس 05 ونادي فرايبورغ ونادي هايدنهايم وFalke Markt Schwaben ‏ ونادي أونترهاخينغ وFC Ismaning ‏.

## وصلات خارجية
- فلوريان نايديرليشنير على موقع قاعدة بيانات كرة القدم.إي يو (الإنجليزية)
- فلوريان نايديرليشنير على موقع بيانات كرة القدم. دي إي (الألمانية)
- فلوريان نايديرليشنير على موقع Soccerway.com (الإنجليزية)
- فلوريان نايديرليشنير على موقع عالم كرة القدم.نت (الإنجليزية)
- فلوريان نايديرليشنير على موقع AS.com (الإسبانية)